# Diocèse d'Odienné
Le diocèse d'Odienné (latin : Odiennen(sis)) est un diocèse catholique de Côte d'Ivoire, érigé le 19 décembre 1994, faisant partie de la province ecclésiastique de Korhogo. Le siège de l'évêque est la Cathédrale Saint-Augustin d'Odienné. Son évêque actuel est Alain Clément Amiézi.

## Histoire
Odienné, ville ivoirienne du nord-ouest de la Côte d'Ivoire, et située à 867 km de la capitale Abidjan, est érigé en diocèse le 19 décembre 1994 par détachement des diocèses de Man, Daloa et Korhogo, l’archidiocèse métropolitain avec premier évêque Mgr Maurice Konan Kouassi.
Étendu sur une superficie de 65 082 km2 avec des villes telles que Séguéla, Touba, Kani, Mankono, Borotou-Koro, le diocèse d'Odienné est le plus vaste des diocèses de la Côte d’Ivoire.